# Algicide

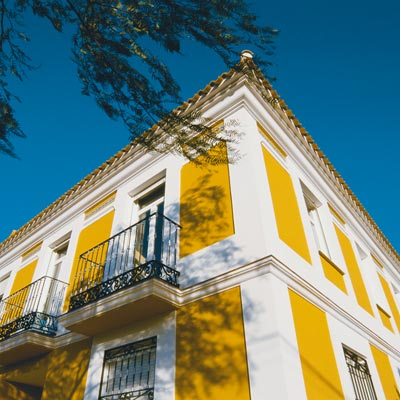
Peinture de façade microporeuse, algicide et fongicide, à base de résine acrylique hydropliolite en dispersion aqueuse.

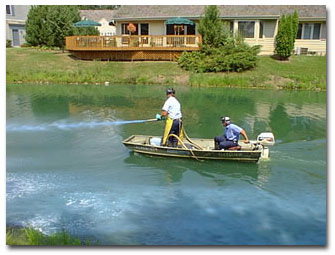
Pulvérisation d'algicides

Un algicide est une substance active (pesticide) destinée à tuer (biocide) ou lutter contre le développement des algues, notamment les algues unicellulaires se développant dans les lieux fréquentés par l'homme ou sur les habitations.

Un algicide peut être utilisé seul, ou mélangé à d'autres composants (comme dans les produits de nettoyage de toiture (avec anti-mousses et antifongiques destinés à tuer les lichens) ou dans les antifoolings destinés à empêcher (durant un certain temps) algue, mais aussi coquillages et autres organismes marins de se développer sur les coques de bateaux.
Des additifs ou surfactants peuvent être ajoutés à la matière active. Ils peuvent exacerber la toxicité et l'écotoxicité de certains produits.

## Avantages/inconvénients
Un algicide utilisé dans une piscine est réputé permettre ; 
- d'utiliser moins de chlore pour la désinfection de l'eau, ce qui limite les picotements des yeux et du nez que cause un usage trop important du chlore.
- de prolonger la durée de vie des systèmes de filtration de l'eau en tuant les végétaux qui tendent à boucher les filtres et entrées de la pompe.

Sur les toitures, ou intégré dans certaines peintures ils tuent les algues qui poussent sur les toitures ou qui verdissent les murs.

### Inconvénients
- toxicité pour le milieu naturel, voire pour la faune
- risque d'apparition de résistances, en particulier chez le phytoplancton et les cyanobactéries en raison de leur taux de reproduction ;
- le cuivre, souvent présent dans les algicides et antifoolings est toxique à très faible dose pour de nombreux organismes marins, et il n'est pas dégradable
- Une partie du diuron (l'un des algicides les plus utilisés) présent dans les peintures murales extérieures quitte la peinture et pollue le milieu au pied du mur, quand il est lessivé par les pluies. On le retrouve aussi dans l'air et les pluies car c'est une molécule qui a une tension de vapeur la rendant très soluble dans l'eau et la vapeur d'eau. Il en va de même pour le diuron utilisé dans les antifoolings. On en a trouvé des quantités préoccupantes dans les sédiments de la rade de Brest. Le Diuron était l'un des pesticides les plus présents dans les pluies analysées par l'Institut Pasteur durant 3 ans dans le Nord de la France (à Lille en Particulier ; dans cette étude[1],[2] il était bien plus présent en milieu urbain qu'en milieu agricole où il n'est plus très utilisé).
- l'algicide tue les algues, mais sans faire disparaitre la cause de leur pullulation (qui est généralement une surabondance de nutriments (nitrates, phosphates, en raison d'apports d'engrais par l'eau de ruissellement, le sol, les pluies, des égouts ou par les fientes de canards, etc. ou en cas de surabondance de poissons dans un milieu fermé). 
En milieu fermé, la mortalité d'une grande quantité d'algue peut être suivie de la pullulation de bactéries pathogènes (certaines cyanophycées en particulier, dont certaines espèces peuvent sécréter des toxines). La mort massive des algues libère à nouveau de l'azote (dont une partie sera évaporé dans l'air) et des phosphates (qui tendent à rester disponible dans l'eau ou les sédiments) qui peuvent entretenir un cycle d'eutrophisation, voire de dystrophisation et d'anoxie (zone morte, avec risque de botulisme aviaire et d'autres intoxications). Dans un aquarium ou une mare ou un bassin récemment rempli d'eau du robinet, il est normal qu'un bloom algal apparaisse après quelques jours ou semaines. Si l'eau n'est pas trop riche en nutriments, il disparait après quelques semaines, un équilibre se faisant entre algues, zooplancton et autres microorganismes et virus contrôlant la microflore algale ; on dit que l'eau « se vaccine ».

## Types d'algicides
Il existe de nombreuses substances algicides, plus ou moins toxiques ou rémanentes.

### Chimiques
- Le sulfate de cuivre est un algicide pouvant être utilisé dans les piscines, à des concentrations non toxiques pour l'homme (mais toxiques pour de nombreux organismes marins). Le sulfate de cuivre a fait l'objet d'expérimentation pour lutter contre l'algue invasive Caulerpa taxifolia.
- L'irgarol, plus toxique, est un des biocides utilisés dans les antifoolings pour protéger les coques des bateaux.

### Algicides naturels
- Certains organismes produisent des algicides naturels pour lutter contre des concurrents écologiques, dans le cadre de la lutte allélopathique. L’angiosperme d’eau douce Myriophyllum spicatum (Haloragaceae) émet des polyphénols algicides et cyanobactéricides (acide élagique, catéchine…), dont le plus actif est la tellimagrandine II, qui inhibe la photosynthèse des cyanobactéries et d’autres phototrophes et inactive les enzymes extracellulaires de ces organismes par complexation.
- Les cyanobactéries Scytonema hofmannii (par le biais de la cyanobactérine) et Fischerella muscicola (via la fischerelline A) agissent de la même manière sur la photosynthèse.